# Slimane (cantor)
Slimane Nebchi (Chelles, França, 13 de outubro de 1989) conhecido profissionalmente pelo monónimo Slimane, é um cantor e compositor francês, vencedor da 5ª edição do The Voice: la plus belle voix, em 2016. Representou a França no Festival Eurovisão da Canção de 2024 em Malmö.

## Discografia

### Álbuns
- À bout de rêves (2016)[3]
- Solune (2018)[4]
- VersuS (com Vitaa) (2019)[5]
- Chroniques d'un Cupidon (2022)[6]

### EPs
- Tourne le monde (2011)[7]

### Sencillos

#### Como artista principal
| Ano  | Título                             | Melhores posições | Melhores posições | Certificações               | Álbum                   |
| Ano  | Título                             | FRA               | BEL (Val.)        | Certificações               | Álbum                   |
| ---- | ---------------------------------- | ----------------- | ----------------- | --------------------------- | ----------------------- |
| 2016 | "Paname"                           | 10                | 2* (Ultratip)     | - SNEP: Platino             | À bout de rêves         |
| 2016 | "À fleur de toi"                   | 12                | —                 | - SNEP: Oro                 | À bout de rêves         |
| 2016 | "Le vide"                          | 68                | —                 |                             | À bout de rêves         |
| 2016 | "Adieu"                            | 75                | 9* (Ultratip)     |                             | À bout de rêves         |
| 2016 | "La famille ça va bien !"          | 139               | —                 |                             | À bout de rêves         |
| 2016 | "On n'oublie pas"                  | 192               | —                 |                             | À bout de rêves         |
| 2016 | "Abîmée" (com Léa Castel)          | 37                | 8                 |                             | À bout de rêves         |
| 2017 | "J'en suis là"                     | 14                | —                 |                             | Solune                  |
| 2017 | "Viens on s'aime"                  | 103               | 10                | - SNEP: Platino             | Solune                  |
| 2018 | "Luna" (feat. Boostee)             | —                 | 10                |                             | Solune                  |
| 2018 | "Je te le donne" (com Vitaa)       | 12                | 3                 | - SNEP: Diamante            | VersuS                  |
| 2019 | "Nous deux"                        | —                 | 13                |                             | Solune (Edição Deluxe)  |
| 2019 | "Les choses simples" (com Jenifer) | 183               | —                 | - SNEP: Oro                 | Nouvelle page (Jenifer) |
| 2019 | "Versus" (com Vitaa)               | 159               | 35                | - SNEP: Oro                 | VersuS                  |
| 2019 | "Ça va ça vient" (com Vitaa)       | 45                | 4                 | - SNEP: Platino             | VersuS                  |
| 2019 | "Avant toi" (com Vitaa)            | 11                | 2                 | - SNEP: Diamante - BEA: Oro | VersuS                  |
| 2019 | "Pas beaux" (com Vitaa)            | 112               | —                 |                             | VersuS                  |
| 2019 | "Ça ira" (com Vitaa)               | 178               | —                 |                             | VersuS                  |
| 2020 | "De l'or" (com Vitaa)              | 109               | 8                 |                             |                         |
| 2021 | "Belle" (com Dadju e Gims)         | 36                | —                 |                             | Le Fléau (Gims)         |
| 2022 | "La recette"                       | 39                | 7                 |                             |                         |
| 2022 | "Des milliers de je t'aime"        | 30                | 7                 |                             |                         |
| 2023 | "Chez toi" (feat. Claudio Capéo)   | —                 | 31                |                             |                         |

#### Como artista convidado
| Ano  | Título                                                          | Melhores posições | Melhores posições | Melhores posições | Certificações    | Álbum          |
| Ano  | Título                                                          | FRA               | BEL (Val.)        | SUI               | Certificações    | Álbum          |
| ---- | --------------------------------------------------------------- | ----------------- | ----------------- | ----------------- | ---------------- | -------------- |
| 2018 | "Bella ciao" (Naestro feat. Maître Gims, Vitaa, Dadju, Slimane) | 1                 | 13                | 41                | - SNEP: Diamante | Ceinture noire |
| 2018 | "Safe Digga" (Mike Singer feat. Slimane)                        | —                 | —                 | —                 |                  | Deja Vu        |